# 増山江威子
増山 江威子（ますやま えいこ、1936年〈昭和11年〉4月22日 - 2024年〈令和6年〉5月20日）は、日本の女優、声優、ナレーター。東京府東京市（現在の東京都）品川区荏原出身。青二プロダクション最終所属。

## 来歴
4人姉妹の末っ子として生まれる。小さい頃はゆっくりした話し方で、教師に「あなた、ちゃんとお話しできないの?」と言われショックを受けるなど、次第にその話し方に劣等感を持つようになる。
幼少期はバレリーナを目指しレッスンも行っていたが、肺病のため12歳の時に断念した。「何か夢を持ちたい」と思っていたころに、義理の兄の紹介もあり、ゆっくりした話し方を克服しようと新児童劇団（現在の劇団新児童）に所属し、指導担当だった麻生美代子に師事する。そこで話し方の劣等感を克服し、自然と演技に興味を持つようになる。
立正学園高等学校出身。
15歳の頃、児童劇団に所属する年齢でもなくなったため、近い世代の毒蝮三太夫・稲吉靖司・影万里江・北浜晴子・豊原ミツ子らと「劇団山王」を立ち上げる。数年後、浅利慶太に「女優が少ないから」と頼まれ、影万里江とともに劇団四季に移籍した。テレビ出演、海外ドラマの吹き替えの仕事もするようになったという。四季にラジオドラマやアテレコの仕事が入って来るうちに声の仕事に興味を持ち始める。プライベートで時間の制約ができてしまい、時間が不規則なテレビ、稽古が必要な舞台の仕事が難しくなっていったという。
その後、「声の仕事だけに集中しよう」と決意し、家庭や子育てを仕事と両立させるため、舞台などよりは比較的短時間でできる声優業に専念するようになり、高松里友子事務所を経て、1960年代から青二プロダクションに所属した。
2017年、『東京アニメアワード2017』において「アニメ功労部門」を受賞した。
2021年、第15回声優アワードで「功労賞」を受賞した。
2024年5月20日、肺炎のため死去。かねてから病気療養中だったという。88歳没。葬儀は本人の意向により家族葬として行い、訃報は、6月3日に青二プロダクションより発表された。最後の出演は、2023年10月23日に放送された『それいけ!アンパンマン』のあきかぜさん役と報道されたが、翌2024年2月2日放送分にやみの女王役で出演しており、こちらが生前最後の出演となった。

## 人物
幼少期から宝塚歌劇団の大ファンであった。宝塚に入団しようとした時期もあり、バレエを習っていたのも受験に備えるためだった。肺病により受験を断念したが、結婚後も宝塚への思いは残り、夫の仕事が落ち着いた2005年から約9年間、宝塚大劇場付近に住んでいた。タカラジェンヌや関係者とも組に関係なく幅広い交流があり、一人暮らしをするタカラジェンヌに自宅でカレーなどの実家を連想させる料理を振る舞うこともあったことから、タカラジェンヌの間では「不二子ママ」の愛称で慕われていたという。
児童劇団時代に麻生の引率で劇団東童の公演を見学し、そこで王子様役を演じた俳優に憧れ「あの人と同じ舞台に立ちたい」と思った。その俳優こそが後に『ルパン三世』で40年近く共演し続けた納谷悟朗だった。
デビュー当初は本名で活動したが、演出家の星野和彦に「こんな名前じゃねぇ、やっていけないよ」と高島易断に連れていかれ、現在の芸名となった。
同年代の仲間からは「トンチ」と呼ばれた。本人によると、二人の実姉が“イッチー”“キョーチ”と呼ばれていたため本名が「トモコ」の増山も“トンチ”と呼ばれ、それが仕事仲間にも広がったという。
井上喜久子はデビュー前に見た『アタックNo.1』の再放送がきっかけで増山のファンとなり、プロになってから増山と同じ青二プロダクションに所属する久川綾に自身を紹介してもらったといい、3人はそれぞれの誕生日にお祝いで食事に行ったりするなど交友があった。井上によると増山は「会えば会うほど素晴らしく、いつも輝いている素敵な人物」「会うたびにたくさんの愛をくれる、永遠に憧れの人」とのこと。
夫は、TBSのプロデューサーで『料理天国』などを生み出した政田一喜（2022年没）。娘がいる。

### 特色・役柄
声種は「上品で情熱的なメゾソプラノ」。
役柄としては、少女役から大人の女性役まで演じ、色っぽいキャラクターを演じる一方で、優しい母親役も多かった。2005年のインタビューでは、老け役より若い感じの役が多いため「いつまでも若手で行くか!」という感じであった。
自身の声について、歳を重ねるにつれ少しずつ（音程が）下がっているといい、若いキャラクターを演じるための音程を維持するトレーニングに苦労していることを2005年に明かしていた。
アニメソングの歌唱も数多く担当していた。これは『ひょっこりひょうたん島』で出会った宇野誠一郎が増山をよく起用するようになったためで、当初は「私でいいの？」と思ったが、後に「とても嬉しいことだった」と回想した。
海外作品では、ハンナ・バーベラ作品にも複数出演している。吹き替えではリー・レミックを数多く担当している。リー・レミックとは佇まいや骨格が似ていると言われ、一番アテやすいという。『ハイウェイ』もよかったが、特に『酒とバラの日々』には感動しており、とてもやりがいがあったという。

### 仕事に対する姿勢
アフレコの際は「絵が主役」であり、「絵があるからこそ声もピッタリ合う」との考えを持っている。また、絵がないと演じてきた色々なキャラクターの声が混ざってしまうので、絵もなく突然「○○の声をやって下さい」と言われるのは苦手だと発言している。
役作りに関しては、まず自分で作ってから演出側に披露し、それがを判断してもらったりアドバイスを受ける形が理想だとしており、先に演出側から細かく注文を受けるのは苦手な趣の発言をしている。
アニメのアフレコの際に絵がほとんど入らないことに苦言を呈している。ある作品ではこのことが原因で台詞を入れ忘れたように見えるシーンが完成してしまった他、絵と演技が一致しない場面が放送され「何で増山さんは何年もやってるのにこれ（演技）が出来ないのか」と投書が来てしまったことから、その後ある現場では「恥はかきたくない」「何とか収録時には絵が欲しい」と頼んだこともあるという。
以前はテレビ番組のゲスト出演など顔出しの出演も多かったが、近年は「みんなの知ってる私の声はハニーや不二子などの若い声。そんな若いキャラクターのイメージを壊したくない」という理由で顔出しをあまり好んでおらず、『大胆MAP』では顔出しを拒否するような発言もしている。ただし、同番組ではアフレコをしている様子を遠目で録るという条件で承諾し出演した。2019年9月21日放送のNHK BSプレミアム『セカンドの美学』でも同様に顔を映さないことを条件にインタビュー出演した。

### キューティーハニー
1973年放送の『キューティーハニー』で、初代ハニーの声を担当した。リメイクである『キューティーハニーF』では友情出演として、神崎美津子の声を担当した。『Re:キューティーハニー』では別世界からやってきたという設定で初代ハニーを再演した。2005年に再びハニーを演じた際は、「こんないい作品に出会えたということはそれだけで嬉しいものですね」とコメントしている。
増山によると、それまでは可愛らしい役柄を演じることが多かったため、ハニーはセクシーな役を担当するようになる転機だったという。

### 峰不二子
1977年の『ルパン三世 (TV第2シリーズ)』より、峰不二子役を沢城みゆきに交代する2011年まで演じた。
元々、2本製作された『ルパン三世 パイロットフィルム』では増山が不二子を演じており『ルパン三世 (TV第1シリーズ)』にも参加予定だったが、実際に放送されると録音監督の田代敦巳から謝罪があり、不二子役が二階堂有希子に代わっていた。『TV第1シリーズ』の演出を担当したおおすみ正秋はこの交代についてに後に「ルパンが不二子に挑みかかる場面があるんですよ。ところがその場面になるとシーンとしちゃって」「『どうしたの？』って聞くと『どうしてもできません』って」と、増山がお色気シーンをできなかったため仕方なく変更したと発言している。なお、『TV第1シリーズ』第14話「エメラルドの秘密」ではキャサリン・マーチン役としてゲスト出演し、二階堂演じる不二子と会話を交わすシーンが存在する。
その後も不二子への思いが強かった増山は、『TV第2シリーズ』放送前のオーディションに参加し、不二子役を担当することになった。
『パイロットフィルム』が一般に知られていなかった当初は、「何故不二子が二階堂さんじゃないんだ」という抗議の投書が殺到した。日本テレビのスタッフからこれを聞いた増山は、「どうあがいても二階堂さんにはなれないから、私の持ち味でやるしかない」と発奮して演じ続けたという。
増山は「不二子はすべての理想を兼ね備えた女性であり、いつも憧れている」と語っており、不二子のファンは女性が圧倒的に多いと語っている。ルパンについては、裏切っても不二子のことを想う所が「男性の可愛さみたいで、好きですネ」と語っている。
不二子を演じる際は「健康的な色気」を意識していたといい、「絵がセクシーなだけで、言動はそこまで色っぽさが無い」「あの人（不二子）自身が色っぽい訳ではなく、仕掛けや武器として色気を使っている」と考えていた。また、作品によってキャラクターデザインが変わりそれらの要素も異なる部分は、「泥棒のように手を変え、品を変え。相手によって芝居を変える」役者としての自身と重なり面白かったという。
自身が演じた中で思い出深いルパン作品には『ルパン三世 カリオストロの城』を挙げている。増山自身は、『カリオストロの城』での不二子の勇ましさに「これが不二子の本当の姿じゃないか、ベースはこれなのかもしれない」と感じたことを明かしているほか、クラリスに「捨てられたの?」と聞かれた不二子が「ううん、捨てたの」と答える場面が好きだと話している。
2019年に原作者のモンキー・パンチが死去した際は、「役者は作品との出会いが全てです。私の財産となった『峰不二子』に出会えたこと。モンキー・パンチ先生に感謝しています」とコメントしている。
2022年に次元大介役の小林清志が死去して以降は、『カリオストロの城』にも起用され評価の高い『TV第2シリーズ』当時のメインキャストで唯一の存命者であった。

### バカボンのママ
『天才バカボン』はこれまでに5回テレビアニメ化されているが、主要キャストが変わる中、バカボンのママだけは4作目『レレレの天才バカボン』まで一貫して増山が演じていた。これは原作者である赤塚不二夫の希望であり、4回目のTVアニメ化に際して、赤塚からの唯一の希望が「ママの声だけは（増山から）変えないで欲しい」だったという。それまでに増山以外の声優が演じたのは1作目の第70話「パパとママがけんかをしたのだ」の1回だけ北浜晴子が代役で演じたのみである。
増山は私生活でも母親だったことから、ママ役を抵抗もなく自然と演じることができたという。また、初めてママの絵を見た際「私、絶対ピッタリだわ」と思ったという
ある番組の収録で青梅赤塚不二夫会館（2003年10月-2020年3月運営）へ行った際、壁に様々な赤塚のコメントが貼ってある中で実際に「ママは絶対増山さんじゃなきゃダメだ」と書かれているのを見つけた時は、「自分が勝手に言ってる訳ではなく、本当に原作者である先生に認められていた」という気持ちで、とてもうれしかったという。

### その他作品
『ひょっこりひょうたん島』ではテケ役を演じた。当時は少年役にキャスティングされることなど想像もつかず「プリンちゃんかしら、チャッピーかしら」と女の子役だと思い込んでいたところ、NHKのプロデューサーに「いえ。男の子のテケですよ」と告げられ「エエーッ!私、男の子の役なんて、やったことないんです……」と思わず言ってしまったという。しかし、演じていたところ意外に楽しく、後に「やらせていただいて良かった」と述べている。
演じていて楽しかったキャラクターに『オバケのQ太郎』のU子役を挙げている。それまで自身が演じたことのないようなキャラクターだったため、第一声を発した際は「こういう風にやるのか、と録音スタッフがひっくり返った」と冗談交じりで述べており「それまでのキャリアと異なる新しい役作りの楽しさ、声の仕事の醍醐味を再認識した作品」としている。

## 後任
増山の死後、持ち役を引き継いだ人物は以下の通り。
| 後任       | 役名       | 概要作品                  | 後任の初担当作品 |
| ---------- | ---------- | ------------------------- | ---------------- |
| 根谷美智子 | やみの女王 | 『それいけ!アンパンマン』 | 第1697話Bパート  |

## 出演
太字はメインキャラクター。

### テレビアニメ
1963年
- エイトマン（まなみ）
- 鉄腕アトム (アニメ第1作)（ルシア、キピア、ユミ、ロビエット 他）

1965年
- ジャングル大帝
- スーパージェッター（ナナエ）
- 遊星少年パピイ（リコ）

1966年
- 新ジャングル大帝 進めレオ!（ルッキオ）
- ハリスの旋風（国松の母）
- 遊星仮面（ベルタ・ヘレン・アンドロメダ）

1967年
- 悟空の大冒険（竜子）
- 魔法使いサリー（第1作）（ゆみ子）

1968年
- 怪物くん（1968年 - 1969年、怪子姫）
- 巨人の星（1968年 - 1971年）
- 佐武と市捕物控（お鶴）

1969年
- アタックNo.1（桂城由美、吉村さとみ、真木村京子、シェレーニナ〈2代目〉 他）
- どろろ（チイ）

1970年
- ムーミン（1970年 - 1972年、テミィ、水の精） - 2シリーズ

1971年
- アンデルセン物語（キャンティ）
- 新オバケのQ太郎
- 珍豪ムチャ兵衛
- 天才バカボン（1971年 - 1972年、ママ）
- ふしぎなメルモ（母犬、秘書）

1972年
- ど根性ガエル（1972年 - 1974年、京子のママ）
- デビルマン（ファイアム、ベラ）
- 魔法使いチャッピー（チャッピー）
- ルパン三世 (TV第1シリーズ)

1973年
- ジャングル黒べえ
- ミクロイドS
- 山ねずみロッキーチャック（ポリー）
- キューティーハニー（第1作）（1973年 - 1974年、ハニー）

1974年
- 空手バカ一代
- グレートマジンガー（1974年 - 1975年、クレオ）
- 小さなバイキング ビッケ（1974年 - 1975年、ナレーション）
- 星の子チョビン（エクレア王妃）

1975年
- アラビアンナイト シンドバットの冒険（スガール）
- 一休さん（伊予の局〈母上さま〉、ナレーター）
- 元祖天才バカボン（1975年 - 1977年、ママ）
- ガンバの冒険（潮路〈初代〉）
- 少年徳川家康（於大）
- 草原の少女ローラ（お母さん）
- タイムボカン（ルナメ）
- みつばちマーヤの冒険（モンシロチョウのジェーン）

1976年
- 大空魔竜ガイキング（エメルダ）
- UFO戦士ダイアポロン（クイーンアポロン）
- リトル・ルルとちっちゃい仲間（ルル〈初代〉）
- キャンディ♡キャンディ（ジェーン・ブライトン）

1977年
- ジェッターマルス（マユミ）
- ルパン三世 (TV第2シリーズ)（1977年 - 1980年、峰不二子）

1978年
- 家なき子
- SF西遊記スタージンガー（1978年 - 1979年、キティ、アンドラ）
- キャプテン・フューチャー（ジョーン・ランドール）
- はいからさんが通る（吉次）

1979年
- サイボーグ009（1979年版）（レーナ、シモーヌ）
- 日本名作童話シリーズ 赤い鳥のこころ（風の母親）
- 野球狂の詩（当馬可奈子）

1980年
- 銀河鉄道999（シルビア、雪女、ネコア）
- のどか森の動物大作戦（メリッタ）
- まんがことわざ事典（ツグミ）
- 若草物語（メグ）
- 宇宙戦士バルディオス（エミー）

1981年
- おはよう!スパンク（ママ）
- 怪物くん（第2作）（1981年 - 1982年、怪子ちゃん）
- カバ園長の動物園日記（マサルの母）
- ワンワン三銃士（1981年 - 1982年、ミレディ）

1982年
- アンドロメダ・ストーリーズ（マザーマシン）
- うる星やつら（みすず）
- The・かぼちゃワイン（小町、青葉花江）
- さすがの猿飛（猿飛かすみ）
- 太陽の子エステバン（次回予告ナレーション）
- Dr.スランプ アラレちゃん（1982年 - 1986年、リボン・チャン）
- パタリロ!（ビョルン）
- ぼくパタリロ!（アフロ18）
- 吾輩は猫である（細君）

1983年
- アルプス物語わたしのアンネット（フランシーヌ・バルニエル）
- キャッツ♥アイ（アンリエット・ルベール / ルパンの花嫁）
- 子鹿物語（トゥインク・ハットウ）
- パーマン（第2作）（1983年 - 1985年、パー子 / 星野スミレ 他）
- まんが日本史

1984年
- ルパン三世 PARTIII（1984年 - 1985年、峰不二子）

1985年
- オバケのQ太郎（テレビ朝日版）（1985年 - 1987年、U子）
- はーいステップジュン（水野洋子）

1986年
- ゲゲゲの鬼太郎（第3作）（天狐、だつえ婆）
- メイプルタウン物語（ママ〈代役〉）

1987年
- レディレディ!（モードリン）

1988年
- 小公子セディ（ミンナ）
- ビックリマン（魔胎伝ノア）
- ひみつのアッコちゃん（第2作）（鏡の女王）

1989年
- がきデカ（モモ子・ジュンの母）
- ルパン三世 バイバイ・リバティー・危機一発!（峰不二子）

1990年
- 平成天才バカボン（ママ）
- まじかる☆タルるートくん（河合伊菜）
- 魔法使いサリー（第2作）（1990年 - 1991年、魔女、あざみの母）
- ルパン三世 ヘミングウェイ・ペーパーの謎（峰不二子）

1991年
- おちゃめなふたご クレア学院物語（ウエントワース夫人）
- バカボンおそ松のカレーをたずねて三千里（ママ）
- ルパン三世 ナポレオンの辞書を奪え（峰不二子）

1992年
- それいけ!アンパンマン（1992年 - 2024年、みみせんせい〈2代目〉、やみの女王〈初代〉、魔女、くろゆき姫、あきかぜさん〈初代〉）
- ルパン三世 ロシアより愛をこめて（峰不二子）

1993年
- ルパン三世 ルパン暗殺指令（峰不二子）

1994年
- ルパン三世 燃えよ斬鉄剣（峰不二子）

1995年
- アニメ世界の童話（妃〈継母〉）
- ルパン三世 ハリマオの財宝を追え!!（峰不二子）

1996年
- ルパン三世 トワイライト☆ジェミニの秘密（峰不二子）

1997年
- キューティーハニーF（神崎美津子）
- ルパン三世 ワルサーP38（峰不二子）

1998年
- まもって守護月天!（魅花〈メイホア〉）
- ルパン三世 炎の記憶〜TOKYO CRISIS〜（峰不二子）

1999年
- ルパン三世 愛のダ・カーポ〜FUJIKO'S Unlucky Days〜（峰不二子）
- レレレの天才バカボン（1999年 - 2000年、ママ）

2000年
- ルパン三世 1$マネーウォーズ（峰不二子）

2001年
- 探偵少年カゲマン（ビューティフェイス〈初代〉）
- ルパン三世 アルカトラズコネクション（峰不二子）

2002年
- Weiß kreuz Glühen（クイーン）
- ルパン三世 EPISODE:0 ファーストコンタクト（峰不二子）

2003年
- ルパン三世 お宝返却大作戦!!（峰不二子）

2004年
- ルパン三世 盗まれたルパン 〜コピーキャットは真夏の蝶〜（峰不二子）

2005年
- 名探偵コナン（フサエ・キャンベル・木之下）
- ルパン三世 天使の策略 〜夢のカケラは殺しの香り〜（峰不二子）

2006年
- ルパン三世 セブンデイズ・ラプソディ（峰不二子）

2007年
- ルパン三世 霧のエリューシヴ（峰不二子）

2008年
- ルパン三世 sweet lost night 〜魔法のランプは悪夢の予感〜（峰不二子）

2009年
- ルパン三世VS名探偵コナン（峰不二子）

2010年
- ルパン三世 the Last Job（峰不二子）

### 劇場アニメ
1960年代
- アンデルセン物語（1968年、カレン）
- ひとりぼっち（1969年、ケンのママ）

1970年代
- アタックNo.1（1970年、桂城由美）
- アタックNo.1 涙の回転レシーブ（1970年、吉村さとみ）
- アタックNo.1 涙の世界選手権（1970年、シェレーニナ）
- やさしいライオン（1970年、ムクムク）
- アタックNo.1 涙の不死鳥（1971年、早川みどり）
- ヤスジのポルノラマ やっちまえ!!（1971年、公園の痴女、自動車の顧客、空港の金髪女性）
- どうぶつ宝島（1971年、グラン）
- 長靴をはいた猫 80日間世界一周（1976年、スザンナ）
- 世界名作童話 白鳥の王子（1977年、エリザ）
- ルパン三世 ルパンVS複製人間（1978年、峰不二子）
- ルパン三世 カリオストロの城（1979年、峰不二子）

1980年代
- 地球へ…（1980年、テラズNo.5）
- 怪物くん 怪物ランドへの招待（1981年、怪子ちゃん）
- 怪物くん デーモンの剣（1982年、怪子ちゃん）
- 1000年女王（1982年、永久管理人）
- Dr.SLUMP（1982年、リボン・チャン）
- わが青春のアルカディア（1982年、魔女）
- Dr.スランプ アラレちゃん ほよよ!世界一周大レース（1983年）
- まんがイソップ物語（1983年、春の女神）
- The・かぼちゃワイン ニタの愛情物語（1984年、小町）
- 少年ケニヤ（1984年、村上葉子）
- 忍者ハットリくん+パーマン 超能力ウォーズ（1984年、パー子）
- とんがり帽子のメモル（1985年、ナレーター）
- 忍者ハットリくん+パーマン 忍者怪獣ジッポウVSミラクル卵（1985年、パー子）
- ペンギンズ・メモリー 幸福物語（1985年、スーザン）
- ルパン三世 バビロンの黄金伝説（1985年、峰不二子）

1990年代
- 剣之介さま（1990年、剣之介の母）
- 劇場版美少女戦士セーラームーンS（1994年、プリンセス・スノー・カグヤ）
- それいけ!アンパンマン リリカル☆マジカルまほうの学校（1994年、魔女）
- ルパン三世 くたばれ!ノストラダムス（1995年、峰不二子）
- ルパン三世 DEAD OR ALIVE（1996年、峰不二子）

2000年代
- Pa-Pa-Pa ザ☆ムービー パーマン（2003年、パー子）
- Pa-Pa-Pa ザ★ムービー パーマン タコDEポン!アシHAポン!（2004年、パー子）

### OVA
- ルパン三世 パイロットフィルム（シネマスコープ版）（1969年、峰不二子）
- ルパン三世 パイロットフィルム（TV版）（1971年、峰不二子）
- ザナドゥ ドラゴンスレイヤー伝説（1988年、レフイ）
- 伝心 まもって守護月天!（2000年、魅花〈メイホア〉）
- ルパン三世 生きていた魔術師（2002年、峰不二子[112]）
- やなせたかしメルヘン劇場 クシャラひめ（2008年、魔法使い）
- ルパン三世 GREEN vs RED（2008年、峰不二子[112]）
- ルパン三世 Master File（2012年、峰不二子[112]）

### Webアニメ
- 暗黒家族 ワラビさん（2021年、丘田フキ[115]）

### ゲーム
1995年
- 空想科学世界ガリバーボーイ（タイガー）
- 平成天才バカボン すすめ!バカボンズ（バカボンのママ）
- リンダキューブ（アン）

1997年
- ルパン三世 カリオストロの城 -再会-（峰不二子）
- ルパン三世クロニクル（峰不二子）

1998年
- 魔法使いになる方法（エル＝セネリア）

1999年
- 魔女っ子大作戦（チャッピー、ハニー）

2002年
- ルパン三世 魔術王の遺産（峰不二子）

2003年
- ルパン三世 海に消えた秘宝（峰不二子）

2004年
- ルパン三世 コロンブスの遺産は朱に染まる（峰不二子）

2007年
- ルパン三世 ルパンには死を、銭形には恋を（峰不二子）
- MAPLUS ポータブルナビ2（ナビゲーション音声）※有料ダウンロードコンテンツ

2010年
- ルパン三世 史上最大の頭脳戦（峰不二子）

### ドラマCD
- クラッシャーズ Knight&Ranシリーズ（クイーン）
- Re:キューティーハニー 和の巻（初代ハニー）

### 吹き替え

#### 担当女優
アン・フランシス
- アガサ 愛の失踪事件（ジェーン）
- 恐怖のジェット旅客機（ジーナ・タルボット）
- 日本人の勲章（リズ）※東京12チャンネル版
- 狂った殺人計画
- 猛烈なる復讐（モニカ・アルトン）

リー・レミック
- 或る殺人（ローラ・マニオン）※NET版
- 酒とバラの日々（カーステン）
- 追跡（ケリー・シャーウッド）
- 長く熱い夜（ユーラ）※NET版
- ハイウェイ（ジョー・ジェット）
- ビッグトレイル（コーラ・マシンゲイル）

#### 映画
- アパッチ（ナリンリ〈ジーン・ピーターズ〉）
- 暗黒街の特使（ミリー〈スーザン・ゼナー〉）
- 歌え!ドミニク（シスター・アン〈デビー・レイノルズ〉）
- 噂の二人 ※NET版
- 襲い狂う呪い（スーザン・ウィットリー〈スーザン・ファーマー〉）
- 怪人カリガリ博士（ジェーン〈グリニス・ジョンズ〉）
- カトマンズの男（アレクサンドリーヌ〈ウルスラ・アンドレス〉）※TBS版
- 気球船探険（マキア〈バーバラ・ルナ〉）
- 奇蹟（テレサ〈キャロル・ベイカー〉）
- 吸血鬼ドラキュラの花嫁（マリアンヌ・ダニエル）※フジテレビ版
- 求婚専科（グレチェン〈フラン・ジェフリーズ〉）
- 魚雷特急（デニス〈アンジャネット・カマー〉）※NET版
- 暗闇でドッキリ（マリア・ガンブレリ〈エルケ・ソマー〉）※テレビ東京版
- グレッグのダメ日記4（ひいおばちゃん） ※オンデマンド配信版
- シカゴ大捜査網（キャサリン"ケイト"・マロリー〈ゲイル・ストーム〉）※NET版
- 荒野の大活劇（スカーレット〈シドニー・ローム〉）
- 殺しのダンディ（カロライン〈ミア・ファロー〉）
- 殺し屋ハリー/華麗なる挑戦（バフィ〈アン・ターケル〉）
- サイレンサー沈黙部隊（ゲイル〈ステラ・スティーヴンス〉）
- サイレンサー/待伏部隊（フランチェスカ〈センタ・バーガー〉）
- サウンド・オブ・ミュージック（男爵夫人〈エリノア・パーカー〉）※1981年ソフト版
- ザ・クレイジーズ/細菌兵器の恐怖（キャシー・ボルマン〈リン・ローリー〉）
- サンフランシスコ大空港（ジョーン〈ジル・ドノヒュー〉）
- 四重奏（ジーン〈マイ・セッタリング〉）
- ジュニア・ボナー/華麗なる挑戦（シャルマーニュ〈バーバラ・リー（英語版）〉）
- シンシナティ・キッド（クリスチャン〈チューズデイ・ウェルド〉）※テレビ朝日版
- スーザンの恋（スーザン・スレイド〈コニー・スティーヴンス〉）
- ソドムとゴモラ（シュア〈ロッサナ・ポデスタ〉）
- ターザンの猛襲（ジェーン〈モーリン・オサリヴァン〉）
- 卵と私（ハリエット・パットナム〈ルイーズ・アルブリットン〉）※フジテレビ版
- 地上最大のショウ（エンジェル〈グロリア・グレアム〉）※テレビ東京版
- 地上最大の脱出作戦（ジーナ〈ジョヴァンナ・ラッリ〉）
- トム・ホーン（グレンドレーネ・キンメル〈リンダ・エヴァンス〉）
- ドラブル（シール・バロウズ〈デルフィーヌ・セイリグ〉）
- 波も涙も暖かい（シャーロ〈キャロリン・ジョーンズ〉）
- バターフィールド8（エミリー〈ダイナ・メリル〉）
- ハリーとヘンダスン一家（ナンシー・ヘンダスン〈メリンダ・ディロン〉）※ビデオ版
- 春の珍事（デビー〈ジーン・ピーターズ〉）
- フランス式十戒（フランソワーズ〈フランソワーズ・アルヌール〉）
- ベニイ・グッドマン物語（アリス・ハモンド〈ドナ・リード〉）
- 北西騎馬警官隊（ルヴェット・コルボー〈ポーレット・ゴダード〉）
- 人間狩り（テレサ〈マドリン・ルー〉）※NET版
- ママは二挺拳銃（ルクレチア〈デビー・レイノルズ〉）
- ミサイル空爆戦隊（ビクトリア・コールドウェル〈メリー・ピーチ〉）※NET版
- メリー・ポピンズ（ウィニフレッド・バンクス〈グリニス・ジョンズ〉）※フジテレビ版
- モンティ・パイソン/ライフ・オブ・ブライアン（ジュディス）
- よろめき休暇（アリス〈ジェーン・マンスフィールド〉）
- ルパン（カリオストロ伯爵夫人〈クリスティン・スコット・トーマス〉）
- 我が道を往く（キャロル・ジェームズ〈ジーン・ヘザー〉）

#### ドラマ
- OKセブン作戦（フィズ〈マイケル・オードルスン〉）
- 奥さまは魔女（アレサ、ヴィーナス）
- かわいい魔女ジニー #71（ブーツィ・ナイチンゲール〈キャロル・ウェイン〉）
- ジェシカおばさんの事件簿 #9（トリッシュ・ラングレー）
- 新スタートレック シーズン3 #53「悲しみの幻影」（マーラ・アスター中尉）
- 逃亡者（カレン・クリスチャン〈スーザン・オリバー〉、ノーマ・セッション〈アンジー・ディキンソン〉）
- 特捜刑事マイアミ・バイス シーズン3 #20（クリスティーン・ヴォン・マーバーグ〈メラニー・グリフィス〉）
- ブラボー火星人（アンジェラ〈アン・マーシャル〉）
- 弁護士ジャッド #50「災厄」（ヘレン〈エリザベス・マックレー〉）
- 保安官ニコルス（ルース〈マーゴット・キダー〉）

#### アニメ
- 宇宙家族ジェットソン（ジェーン・ジェットソン）
- 宇宙忍者ゴームズ（スージー）
- 宇宙旅行（ベルギー放送協会制作）
- かくれんぼ
- クララとマックス
- スカイキッドブラック魔王（ポッピー[116]）
- ドラドラ子猫とチャカチャカ娘（ミミィ）
- スヌーピーとチャーリー（ライラ）
- 棒ってたのしいな

#### 人形劇
- フラグルロック（ウィングナット）

### ラジオ
- ウッカリ夫人とチャッカリ夫人（チャッカリ夫人＝4代目）
- 青春アドベンチャー
  - 『封神演義』（妲己）
  - 『永遠の森・博物館惑星』（ネネ・サンダース）
- 東京REMIX族（コーナーナレーション）
- ボイスパラダイス（NHK-FM、ナレーション）
- かんさい土曜ほっとタイム（2010年5月22日・2011年3月5日（再放送）、NHKラジオ第一放送） - 14時台のコーナー「おもしろ人物ファイル」に出演。経歴や声優業、声の演技に関する姿勢、宝塚歌劇団ファンが嵩じて宝塚市に移り住んだことなどについて話した。
- ラジオマンジャック（2019年7月27日、NHK-FM） - ラジオドラマ出演、経歴や声優業などについて話した。

### テレビドラマ
- 惑星への招待（1957年、KRテレビ） - 菊地亜子 役[117]
- アイ・ラブ・亭主
- キンピラ先生青春記
- 戦争
- 金曜プレステージ 事件屋稼業1（2013年） - 川島澄子 役（声の出演）

### 映画
- 激怒する牡牛（1957年） - 千代 役 ※増山智子 名義

### テレビ番組
- クイズダービー（TBS）
- ティーンズTV デジタル進化論（NHK-ETV） - マザー 役
- ドリフ大爆笑（外国人の吹き替え）
- SMAP×SMAP（「アルカディア」にて、声のみの出演）
- 添い寝ばなし（USEN440の子供向けチャンネル。童話、昔ばなしなどの朗読）
- 中国名園紀行（NHKBS、ナレーション）
- まるかじり!アジアン食堂（NHK総合・関西地域限定番組、ナレーション）
- 火曜曲!（TBS、ナレーション）
- ゴロウ・デラックス（TBS、バカボンのママの声〈赤塚不二夫編のみ〉）
- シルシルミシルさんデー（テレビ朝日、峰不二子に似たキャラ・峰ベーグル子の声で出演）
- かんさい人物ファイル アジアに夢中!（ナレーション）
- ぐるっと食の旅 キッチンがゆく（ナレーション）
- 金曜カーソル（WOWOWプラス、ナレーション）
- セカンドの美学 「ルパン三世・峰不二子」（2019年9月21日、NHKL BSプレミアム）

### 人形劇
- こどもにんぎょう劇場
  - 「おおかみと7匹のこやぎ」（お母さんやぎ）
  - 「ねずみのよめいり」
  - 「わらしべ長者」
  - 「ふしぎなひしゃく」（女の子、女の子の母）
  - 「かぐやひめ」
  - 「まほうのリンゴ」
- ひょっこりひょうたん島（テケ）
- ネコジャラ市の11人（ミケ・ランジェロ姫）
- プリンプリン物語（イモのアナウンサー、メリーさん、オレンジ仮面、レオナルド・ド・ビンチ）
- ヤンヤンムウくん（ムウくん〈初代〉）

### CM
- ビオフェルミン製薬「ビオフェルミン下痢止め」 - 女神の声
- モバゲータウン「怪盗ロワイヤル」 - ナレーション
- グリコ「カロリーコントロールアイス」 - ナレーション
- ネイチャーラボ「スベルティ」 - キューティーハニーの声
- 大東建託「いい部屋ネット」お部屋探し篇 コウノトリ篇（2012年） - 母・妻の声
- 日清食品「日清 カップヌードルごはん」（2013年） - バカボンのママ
- トヨタ自動車 「もっとよくしよう。」Toyota Safety Sense 車線逸脱防止支援篇（2015年） - 馬の声
- ハウステンボス「バラ祭」（2016年） - ナレーション
- hide with Spread Beaver『ピンク スパイダー』スポットCM - 峰不二子の声
- 小学館 おぷうのきょうだい『俺、つしま』（2018年） - ナレーション
- 小学館 「まなびwith」（2019年） - ナレーション

### その他コンテンツ
- 日本テレビ通版限定カーナビ“マップラス”（峰不二子の声で収録）
- Fキャラオールスターズ大集合 ドラえもん&パーマン 危機一髪!?（パー子 / 星野スミレ）
- CR怪物くん デーモンの剣（怪子ちゃん）

## 音楽
- キャンティのうた（アンデルセン物語ED主題歌）
作詞：井上ひさし / 作曲：宇野誠一郎 / 歌：増山江威子、ヤングフレッシュ
- 「さるとびエッちゃん」オープニングテーマ - 「エッちゃん」
作詞：山元護久 / 作曲：宇野誠一郎
- ムーミン（2作目）ED主題歌「ムーミンはきのう」
作詞：井上ひさし・山元護久 / 作曲：宇野誠一郎
- えかきうたムーミン
作詞：丘灯至夫 歌：増山江威子、北川国彦、はせさん治、山田俊司、野村道子
- 御機嫌伺いLOVE / 雨のSweetMagic
作詞・作曲：古田喜昭 / 歌：増山江威子（星野スミレ）
- 魔女っ子大作戦 Special song collection「魔女っ子メドレー」
- 「ラヴ・スコール」(FUJIKO's Version) （ルパン三世 (TV第2シリーズ)エンディング曲のカバー。『ルパン三世 ヴォーカル・セレクション Vol.1』などに収録）
- 江威子抄（ファーストアルバム 8曲入り キングレコード 1980年）

## 関連書籍
- 増山江威子『僕らを育てた声 増山江威子編』アンド・ナウの会、2019年。